# Przyłęki (województwo wielkopolskie)
Przyłęki (niem. Ivenbusch) – wieś w Polsce położona w województwie wielkopolskim, w powiecie czarnkowsko-trzcianeckim, w gminie Trzcianka.

## Położenie
Przyłęki leżą w południowo-zachodniej części gminy, niedaleko drogi wojewódzkiej nr 180, łączącej Trzciankę z Wieleniem.

## Historia
W grudniu 1947 odbyło się w Górnicy i Przyłękach pierwsze po wojnie zbiorowe polowanie zorganizowane przez Koło Łowieckie z Trzcianki. W latach 1975–1998 miejscowość położona była w województwie pilskim.

## Wartości archeologiczne
W okolicach Przyłęk archeolodzy odnaleźli narzędzia kamienne z okresu neolitu.

## Edukacja i kultura
We wsi ubogiej w zabytki, zachował się przedwojenny kamień przydrożny, pełniący rolę drogowskazu, drewniany barak – siedziba przedwojennej szkoły, a także poniemiecki cmentarz. 
W Przyłękach znajduje się sala wiejska oraz szkoła podstawowa. 

## Sport
Z Przyłęk pochodził lekkoatleta i olimpijczyk, Tadeusz Zieliński.